# Nesticella ducke
Espèce
Nesticella ducke est une espèce d'araignées aranéomorphes de la famille des Nesticidae.

## Distribution
Cette espèce est endémique d'Amazonas au Brésil,. Elle se rencontre à Manaus dans la réserve forestière Adolpho Ducke.

## Description
La femelle holotype mesure 1,90 mm.

## Étymologie
Son nom d'espèce lui a été donné en référence au lieu de sa découverte, la réserve forestière Adolpho Ducke.

## Publication originale
- Rodrigues & Buckup, 2007 : O gênero Nesticella Lehtinen & Saaristo (Araneae, Nesticidae) no Brasil. Revista Brasileira de Zoologia, vol. 24, no 3, p. 673-676 (texte intégral).